# باشگاه فوتبال گریت واکرینگ راورز
باشگاه فوتبال گریت واکرینگ راورز (به انگلیسی: Great Wakering Rovers Football Club) یک باشگاه فوتبال در شهر گریت واکرینگ، کشور انگلستان است که در سال ۱۹۱۹ میلادی تأسیس شده‌است.